# 鳥取県道173号郡家停車場線
鳥取県道173号郡家停車場線（とっとりけんどう173ごう こおげていしゃじょうせん）は、鳥取県八頭郡八頭町を通る一般県道である。

## 概要
八頭郡八頭町郡家から国道29号に至る。

### 路線データ
- 起点：鳥取県八頭郡八頭町郡家（JR西日本因美線・若桜鉄道若桜線 郡家駅前、鳥取県道293号鳥取郡家線終点）
- 終点：鳥取県八頭郡八頭町郡家（郡家駅入口交差点、国道29号交点）

## 地理

### 通過する自治体
- 鳥取県
  - 八頭郡八頭町

### 交差する道路
| 交差する道路            | 交差する場所 | 交差する場所            |
| ----------------------- | ------------ | ----------------------- |
| 鳥取県道293号鳥取郡家線 | 郡家         | 起点                    |
| 国道29号                | 郡家         | 郡家駅入口交差点 / 終点 |

### 沿線
- JR西日本因美線・若桜鉄道若桜線 郡家駅